# Mona aranya
Les mones aranya (Ateles) són un gènere de primats de la família dels atèlids. El nom Ateles fa referència a l'absència d'un polze oposable en les espècies del gènere; solament compta amb apèndix vestigial. Habiten en boscos tropicals, des de Mèxic fins al Brasil.

## Taxonomia
La varietat morfològica referent al color del pelatge ha dificultat la classificació de les diferents espècies del gènere, fent més creïble la classificació basada en ADN mitocondrial i nuclear. La revisió de Kellogg i Goldman, de 1944, reconeix 4 espècies: Ateles belzebuth, Ateles fusciceps, Ateles geoffroyi i Ateles paniscus. Un altre punt de vista, defensat entre altres per Hershkovitz, considera que Ateles inclou  una sola espècie, Ateles paniscus, amb diverses subespècies. En 2005, Groves, basat en estudis d'ADN, inclou set espècies dins del gènere, Ateles belzebuth, Ateles paniscus, Ateles chamek, Ateles marginatus, Ateles fusciceps, Ateles geoffroyi i Ateles hybridus.

## Distribució i hàbitat
Viuen a Centreamèrica i Sud-amèrica, des del sud de Mèxic fins al riu Tapajós en l'Amazònia brasilera. Són primordialment arboris i la major part de les seves activitats es duen a terme en les denses cobertes dels boscos i selves plujoses i atapeïdes on habita.

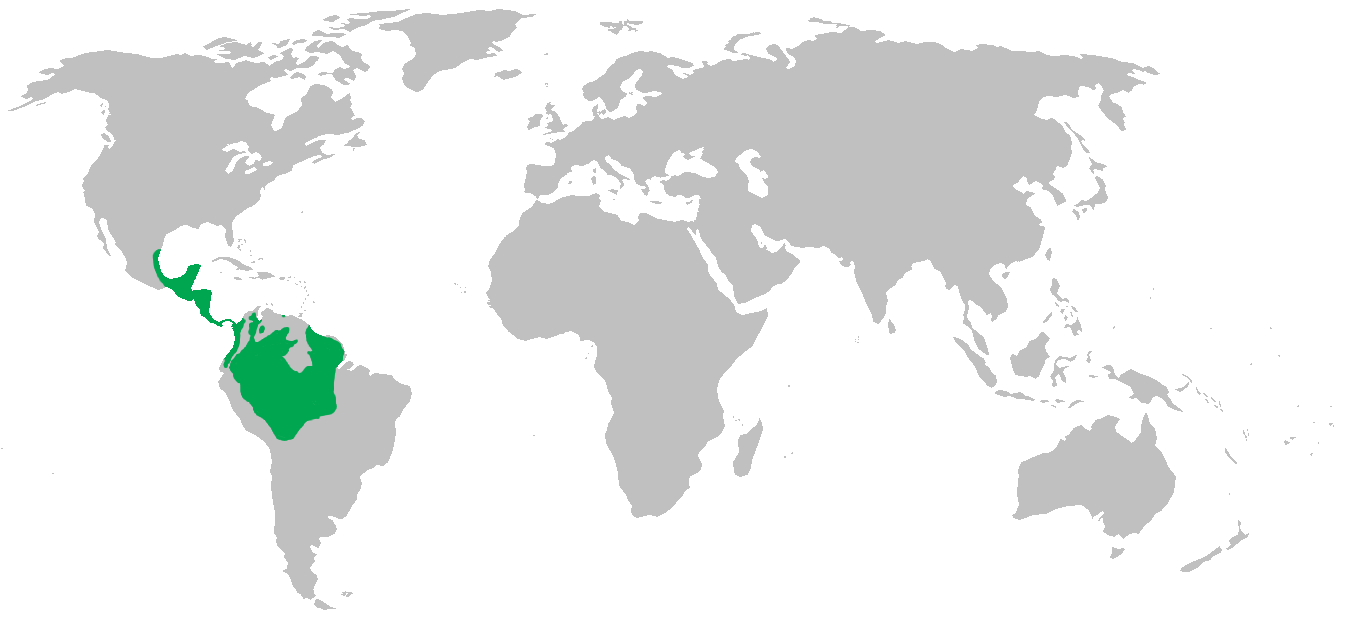
Àrea on podem trobar el gènere Ateles

## Descripció física
Segons l'espècie, el cos mesura de 65 a 90 cm de longitud, i la cua prènsil de 60 a 92 cm. Són d'aparença més esvelta que els altres micos de la família Atelidae i pesen entre 7 i 10 kg. Tenen quatre dits i els manca el polze. El cos és allargat i els membres llargs; el color de les diferents espècies varia de castany clar a negre. Les femelles tenen com a particular característica un clítoris allargat que supera la grandària del penis del mascle.

## Comportament i reproducció
Viuen en grups territorials de 6 a 30 individus, que comparteixen una àrea de 90 a 250 hectàrees i busquen menjar en els arbres durant el dia, a una altura mitjana de 15 m, en subgrups de 2 a 8 micos. S'alimenten de fruits, llavors, fulles, escorces i fusta. Com a cas rar entre primats, les mones aranya es caracteritzen per presentar un sistema social de fissió-fusió; les femelles són el sexe dispersor, tendeixen a dispersar-se en la pubertat per unir-se a grups diferents, mentre els mascles són el sexe filopàtric: romanen en el seu grup natal. La gestació dura de 226 a 232 dies, després dels quals neix una cria, que durant els primers 4 mesos de vida està al costat de la mare i després torna amb certa freqüència al seu costat, adquirint independència a poc a poc. Una nova cria es concep cada 3 anys. La maduresa sexual arriba als 4 o 5 anys. Poden viure fins a 20 anys.

## Taxonomia
- Ateles paniscus
- Ateles belzebuth
- Ateles chamek
- Ateles hybridus
- Ateles marginatus
- Ateles fusciceps
- Ateles geoffroyi